# Dudley Moore
Dudley Stuart John Moore, CBE (Londres, 19 de abril de 1935 — Plainfield, 27 de março de 2002), foi um ator, compositor e músico britânico. Moore ganhou proeminência na Inglaterra em clubes de comédia na década de 1960. Foi um dos quatro criadores e atores de Beyond the Fringe, um fenômeno na comédia da época. Com um dos membros da série, Peter Cook, colaborou com a rede BBC na série Not Only... But Also. A dupla trabalhou em vários projetos até a mudança de Moore para os Estados Unidos, onde se concentrou na carreira de ator.
Sua carreira solo na comédia foi um suceso depois de filmes como Foul Play (1978), 10 (1979) e Arthur (1981). Por Arthur, Morro foi indicado ao Oscar de Melhor Ator e ao Globo de Ouro na mesma categoria. Por sua atuação em Micki & Maude (1984), Moore recebeu um Globo de Ouro.

## Biografia
Moore nasceu no hospital de Charing Cross, no centro de Londres, em 1935. Era filho de Ada Francis, uma secretária, e de John Moore, um eletricista da ferrovia. Seu pai era escocês, de Glasgow. A família se mudou para Dagenham, em Essex após seu nascimento. Moore era uma criança pequena para sua idade e nasceu com o pé torto, o que precisou de diversas cirurgias corretivas e tratamento hospitalar enquanto ele crescia. Aliado à sua baixa estatura, Moore foi vítima de preconceito na escola constantemente. Seu pé direito foi endireitado quando Moore completou 6 anos, mas seu pé esquerdo ficou permanentemente torcido e, consequentemente, sua perna esquerda abaixo do joelho atrofiou.
Por volta dessa idade, ele se tornou membro do coral da igreja. Aos 11 anos, ganhou uma bolsa de estudos para estudar harpa, órgão, violino, teoria musical e composição na Guildhall School of Music and Drama. Moore revelou-se um talentoso pianista e organista e tocava órgão de tubo em casamentos aos 14 anos.

## Morte
Em abril de 1997, depois de passar cinco dias em um hospital de Nova York, Moore recebeu a notícia de que tinha depósitos de cálcio nos núcleos da base no cérebro e dano irreversível no lobo frontal. Em setembro de 1997, passou por quatro pontes de safena num hospital de Londres. No mesmo ano ele viria a sofrer quatro AVCs.
Em 30 de setembro de 1999, Moore declarou que sofria de uma desordem neurodegenerativa terminal chamada paralisia supranuclear progressiva (PSP), uma síndrome relacionada ao Parkinson-plus, sendo que um dos primeiros sintomas é semelhante a uma intoxicação por bebida alcoólica. Moore morreu na manhã de 27 de março de 2002, aos 66 anos, devido a uma pneumonia, relacionada com a sua imobilidade causada pela PSP, em Plainfield. Foi sepultado no cemitério Hillside, em Scotch Plains.

## Homenagem
Em 2001 recebeu a Ordem do Império Britânico. A doença já estava em estado avançado e ele recebeu a honraria em uma cadeira de rodas.

## Filmografia
- 1961 - The Third Alibi
- 1964 - The Hat (curta-metragem) (voz)
- 1964 - Beyond the Fringe (TV)
- 1966 - The Wrong Box (A Loteria da Vida)
- 1967 - Bedazzled (O Diabo é Meu Sócio)
- 1968 - 30 Is a Dangerous Age, Cynthia
- 1969 - Monte Carlo or bust (Os intrépidos homens e seus calhambeques maravilhosos)
- 1969 - The Bed Sitting Room
- 1972 - Alice’s Adventures in Wonderland
- 1976 - Pleasure at Her Majesty's (TV)
- 1978 - The Hound of the Baskervilles 1978 (O cão dos Baskervilles 1978)
- 1978 - Foul Play (Golpe Sujo)
- 1979 - 10 (Mulher Nota 10)
- 1979 - Derek and Clive Get the Horn
- 1980 - PBS Nova: "It's About Time"
- 1980 - Wholly Moses! (A outra face de Moisés)
- 1981 - The Muppets Go to the Movies (TV)
- 1981 - Arthur (Arthur, o milionário sedutor)
- 1982 - Flatland (curta-metragem) (voz)
- 1982 - Six Weeks (Seis Semanas)
- 1983 - Lovesick (Amor Tem Seu Preço)
- 1983 - Romantic Comedy (Uma Comédia Romântica)
- 1984 - Unfaithfully Yours (Infielmente Tua)
- 1984 - Micki and Maude (Minhas Duas Mulheres)
- 1984 - Best Defense (A Melhor Defesa É o Ataque)
- 1985 - Santa Claus: The Movie
- 1986 - Koneko monogatari (As Aventuras de Chatran) (voz)
- 1986 - The Adventures of Milo and Otis (voz)
- 1987 - Like Father, Like Son (Tal pai, tal filho)
- 1988 - Arthur 2: On the Rocks (Arthur 2, o Milionário Arruinado)
- 1990 - Crazy People (Crazy People - Muito loucos)
- 1992 - Blame It on the Bellboy (Escândalos no Hotel)
- 1993 - The Pickle (Uma estreia divertida)
- 1994 - Parallel Lives (Vidas paralelas) (TV)
- 1995 - The Disappearance of Kevin Johnson
- 1996 - My Universe Inside Out (voz)
- 1996 - A Weekend in the Country (Conquistas & confusões) (TV)
- 1998 - The Mighty Kong (O poderoso Kong) (voz)